# Marac
Marac é uma comuna francesa na região administrativa de Grande Leste, no departamento de Haute-Marne. Estende-se por uma área de 21,92 km². Em 2010 a comuna tinha 219 habitantes (densidade: 10 hab./km²).